# Рибальський спорт

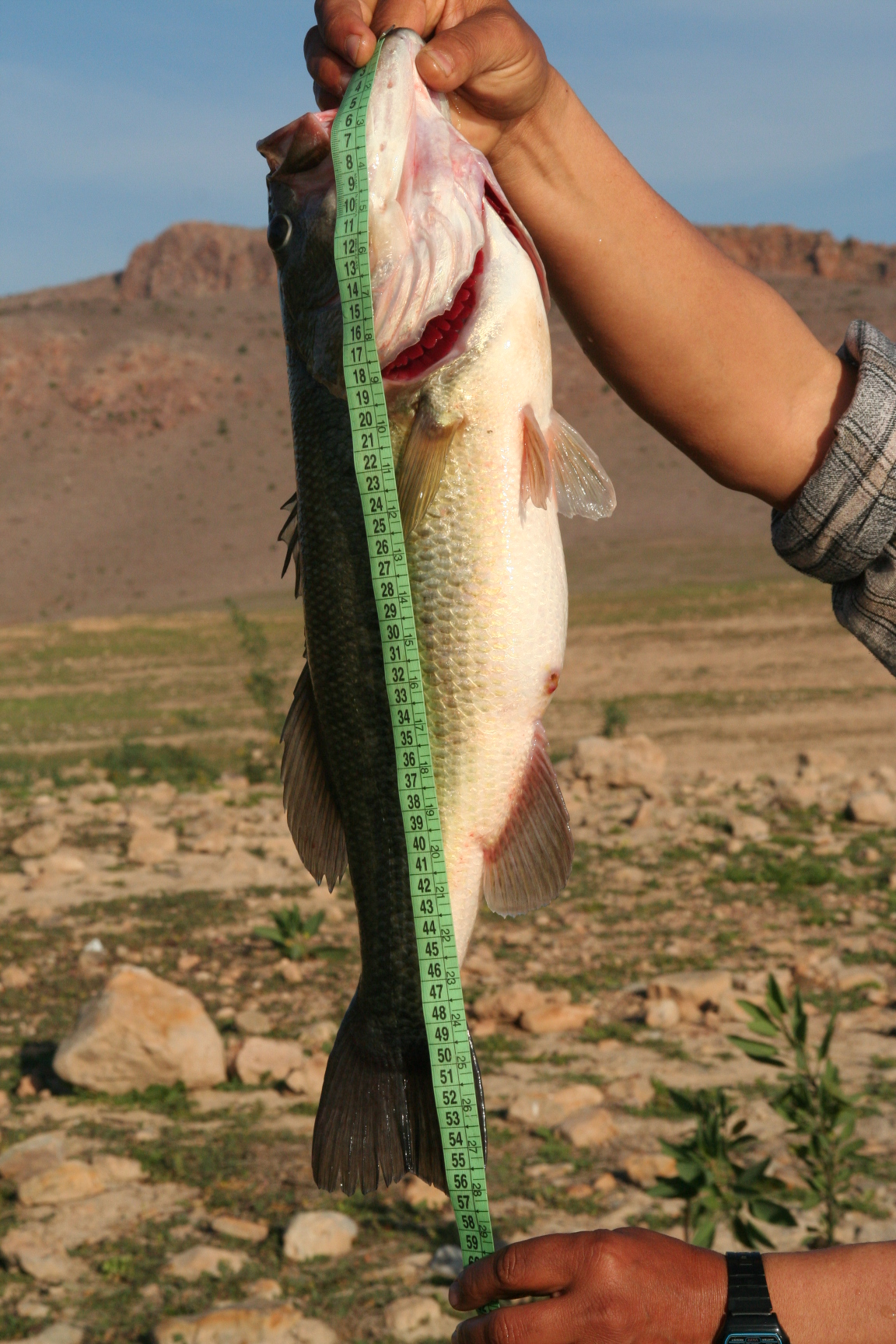

Рибальський спорт, або Спортивне рибальство — ловля риби спортивними снастями (вудками, спінінгами тощо), вид активного відпочинку, що практикується, як спорт або хобі. Спортивні рибалки мають об'єднання та клуби, які проводять регулярні змагання.
Спортивне рибальство є екологічно виправленою похідною рибальства як виду розваги. Філософія цього виду спорту полягає в популяризації принципу «спіймав-відпустив» (англ. Catch and release) і бережливого ставлення до риби, із заподіянням мінімальної шкоди. До спортивної також часто відносять коропову ловлю, причому короп не є видом, що потребує охорони, а навпаки — інвазивним, тому рятування та збереження його популяції є, скоріше, питанням етичним та філософським, ніж екологічно доцільним. Те саме стосується ловлі срібного карася, товстолоба, білого амура.
Для спортивної риболовлі багатьма фірмами випускаються спеціальні гачки без зачіпок-зазублин (англ. barbless hook), аби не травмувати рибу додатково під час видалення гачка та надати рибі більше шансів втекти від рибалки.
У деяких країнах, як наприклад Бразилія, набув широкої популярності принцип у спортивному рибальстві «спіймав-заплатив», що передбачає внесення таксованої вартості за кожний зловлений екземпляр в касу спортивного об'єднання.

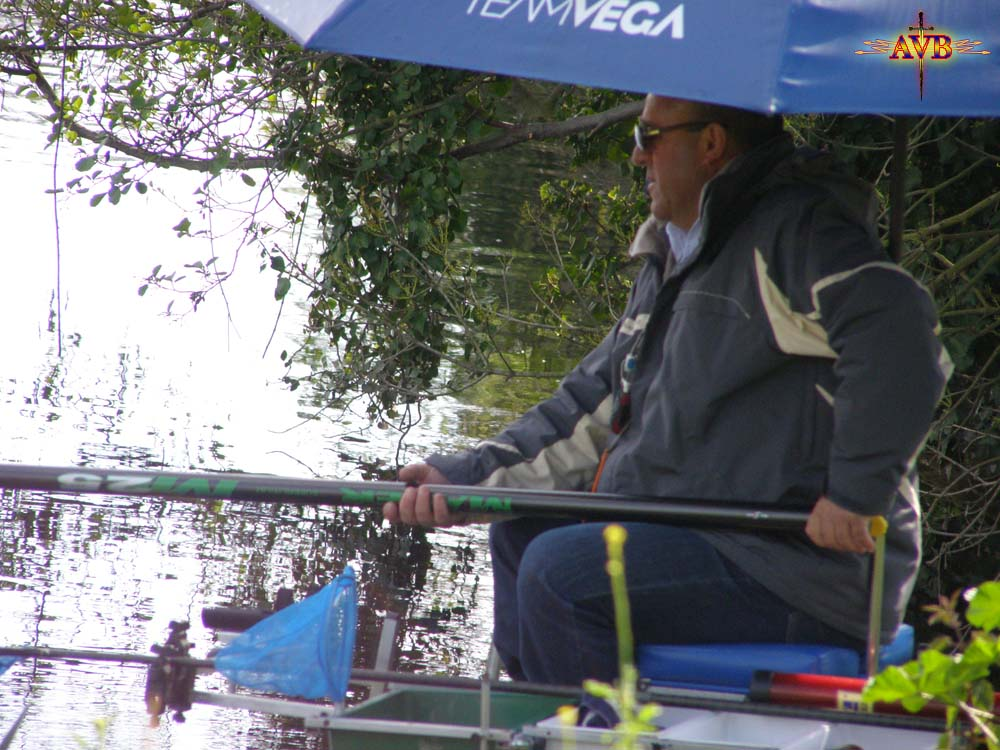
Рибалка в дії (французька ловля)

Однією з найпопулярніших технік спортивного рибальства є ловля на покльовку (або французька ловля), який застосовує лише пряме вудилище, волосінь, поплавок, гачок і допоміжні елементи монтажу.
Серед інших широко використовуваних технік відомі такі, як англійська ловля, болонська ловля, «на волосину», блешніння, донна ловля, пряма ловля, з човна.

## Історія спортивного рибальства в Україні
До 1917 по найбільших містах України існували різні рибальські товариства спортивно-аматорського характеру. В УРСР любителі рибальського спорту були об'єднані у районові відділи-секції Українського товариства мисливців та рибалок (на 1 січня 1962 — 400 з 250 000 осіб). У 2006 році було засновано всеукраїнське риболовне громадське об'єднання — Громада Рибалок України (ГРУ), що вже має діючі осередки у більшості регіонів України.
У 2008–2009 роках суддівська колегія всеукраїнського риболовно-спортивного клубу ГРУ, затвердивши у Міністерстві України у справах сім'ї, молоді та спорту наново розроблену ними, навчально-нормативну базу для підготовки суддів риболовного спорту, провела в Рівному, Києві, Харкові та в Криму низку семінарів із навчання суддів риболовного спорту II—III категорії, на яких кваліфікацію отримали понад 150 осіб. Сьогодні багато з цих суддів отримали І та національну категорії. Проведення цих семінарів та розвиток суддівства — черговий крок із відродження цивілізованого риболовного спорту України, розпочатого Громадою Рибалок України ще у 2008 році.
Спортсмени ГРУ з Києва, Рівного, Дніпропетровська, Чернівців, Харкова та інших міст неодноразово ставали призерами чемпіонатів і кубків України, і вже тричі ставали чемпіонами світу у складі національних збірних України. Велика увага приділяється вихованню молодого покоління рибалок-спортсменів — з 2009 року діє всеукраїнська програма для навчальних закладів «Школа риболовної майстерності», затверджена у відповідних державних органах влади. Перші практичні заняття по цій програмі почалися у 2009 році в Київській області, потім вона була впроваджена в Донецькій, Луганській, Чернівецькій, Волинській та інших областях України регіональними рибальськими клубами.
Громада Рибалок України провела та брала участь у проведенні більше 10 змагань всеукраїнського рівня, у тому числі і «Кубок ГРУ», в якому упродовж року найкращі українські спортсмени змагалися в 5 видах рибної ловлі за головний приз Кубка — легковий автомобіль. Також ГРУ спільно з Державною службою молоді та спорту України провела на Київщині 6 рибальських змагань в рамках Спартакіади серед міністерств і відомств, та серед дипломатичних місій і консульств. Крім того, в різних регіональних відділеннях ГРУ станом на 2012 рік пройшло більш ніж 70 аматорських риболовних змагань та фестивалів.

## Критика рибальського спорту
Останнім часом спортивне рибальство піддається критиці захисників тварин за жорстоке поводження з рибами і порушення їхніх прав, оскільки рибальським гачком рибалка ранить рот риби або інші частини її тіла, викликаючи страждання риби. Одним із перших проблему жорстокого поводження з тваринами зазначив у своїй книзі «Роза світу» російський письменник-містик Даниїл Андреєв. Захисники прав тварин особливо жорстокими вважають спортивні змагання з рибної ловлі, під час яких рибу ловлять, а потім випускають. У таких риб, нібито, спостерігаються серйозні пошкодження внутрішніх органів, вони відчувають стрес і знемогу, коли опиняється на гачку.
Департамент захисту дикої природи штату Оклахома встановив, що до 43 % риб, які побували на гачку, а потім відпущених у воду, все одно гинуть. Але навіть ті риби, які виживають, сильно потерпають через пережите випробування — це і фізичне катування, і стрес.
Водночас є низка досліджень, що ловля за принципом «Упіймав-Відпусти» (англ. Catch & Release) є ефективним засобом для збереження водних ресурсів. Смертність лосося від контакту з крючковими снастями при використанні штучних приманок не перевищує 2-8 %. Низький рівень смертності риби при використанні методу Catch & Release іхтіологи зі США доводять тим, що, наприклад, на території Національного Парку Єллоустоун в США одна й та сама форель може попастися на гачок до 7 разів за сезон. Згідно з дослідженнями, тільки 1 % от відпущених риб гине, тому на 90 % водойм США діє правило «Упіймав-Відпусти». Те ж правило діє на більшості водойм Австрії, Франції, Японії та багатьох інших країнах.
Полярним науково-дослідним інститутом морського рибного господарства та океанографії регулярно ведеться робота щодо оцінки впливу ловлі за принципом «Упіймав-Відпусти» на чисельність популяції лосося. У 1996 р. на річці Поной, у 1997 р. — на річці Варзуга, а у 2002 році — на річці Харловка, у співпраці з канадськими, норвезькими та шведськими вченими було досліджено поведінку лосося у період нерестової міграції з використанням телеметричного устаткування (шляхом радіоміток). Дослідження показали, що за час існування рекреаційної ловлі сьомги, щільність розселення молоді лосося на ділянках рік, де здійснювалася ловля переважно за принципом «упіймав-відпусти», збільшилась у декілька разів. Причому збільшення загальної кількості молоді відбулося без яких-небудь змін розмірно-масових показників у відповідних вікових групах. Помітно зросла також й кількість лосося, що заходить на нерест вдруге та втретє — до 10 % від загальної кількості, це дуже добрий показник для популяції атлантичного лосося.